# Soperton
Soperton est une ville de Géorgie, aux États-Unis. Il s'agit du siège du comté de Treutlen.

## Démographie
| 1910 | 1920  | 1930  | 1940  | 1950  | 1960  |
| ---- | ----- | ----- | ----- | ----- | ----- |
| 469  | 1 033 | 1 081 | 1 339 | 1 667 | 2 317 |

| 1970  | 1980  | 1990  | 2000  | 2010  | - |
| ----- | ----- | ----- | ----- | ----- | - |
| 2 596 | 2 981 | 2 797 | 2 824 | 3 115 | - |